# 豊橋競輪場
豊橋競輪場（とよはしけいりんじょう）は愛知県豊橋市東田町にある競輪場。施設所有および主催は豊橋市。競技実施はJKA中日本地区本部中部支部。

## 概要
豊橋競輪場は1949年に中部地区で初めて開設された。なお2002年10月11日、豊橋市の早川勝市長が当年度限りの競輪事業廃止を表明したが、後に廃止を撤回し存続となっている。
記念競輪 (GIII) は市章の「千切」にちなんだ『ちぎり賞争奪戦』が行われており、2018年まで開催2日目のシード優秀競走は競輪場のマスコットキャラクターであるまくる君にちなんで『まくる君カップ』の名称で行なわれていた。記念競輪の開催時季は安定していない。
過去には1997年・1999年・2005年にふるさとダービーが、2011年に東西王座戦が、2020年・2025年に読売新聞社杯全日本選抜競輪が開催された。また2015年には記念競輪とは別に第1回の国際自転車トラック競技支援競輪（廃止）が、2025年にも同様に第1回愛知・名古屋アジア・アジアパラ競技大会協賛競輪が開催される予定。
2012年11月26日よりモーニング競輪を実施。
2018年12月17日の開催よりミッドナイト競輪を実施。
2019年2月3日からナイター競輪として「ええじゃないか豊橋ナイトレース」が実施されている。
2024年、2センターに大型ビジョンを設置した。
実況は株式会社JPFで担当は三浦耕司（2011年3月まで大津びわこ競輪担当）。冬期間のみ山本浩司（青森競輪担当）も担当している。以前は中川建治も担当していた。
開催運営は当場のトータリゼータシステムを担当する日本トーターに委託されている。
一般開催（FI・FII）の選手紹介曲、選手入場曲は全国汎用曲を使用せず、選手紹介ではローカルアイドルええじゃないか豊橋伝播隊DOEEの「ええじゃないか♡Special!」が、選手入場では静岡県を拠点に活動するもにゅそでの豊橋競輪オリジナル曲が流されている。
一般開催において、レース名に冠名を付けられる「オーナーズレース」の募集を行っている。ただし、豊橋競輪では芸能人名・著作権に関わる冠名は受け付けていない。
今後、老朽化が著しい北エリアにおいてリニューアルを行う計画であり、2025年度に基本・実施設計を行い、2027年度着工、2029年度供用開始を目指している。計画では、既存施設のうち老朽化した早朝前売り販売所、北売店、管理人室兼倉庫などを集約し、2階建ての建物を建設、バリアフリー化や駐車場からのアクセス性向上を図るとしている。

## チャリロト
2009年8月5日より重勝式投票「チャリロト」の発売が開始され、2012年11月26日からの開催よりキャリーオーバーを共有する『グループG』としての発売となり、別府競輪場・熊本競輪場・小倉競輪場・松阪競輪場と共有している。なおキャリーオーバーの対象外であるチャリロト3は豊橋単独で発売される。

## バンク
開設時には333mバンクであったが、1967年度に400mバンクに改修され、現在に至っている。バンクの性質は『マッコーネル曲線』であり、333mバンク時代の名残でカントが若干きついものの、基本的にはどんな脚質の選手でも走りやすい癖のないバンク。

## ギャラリー

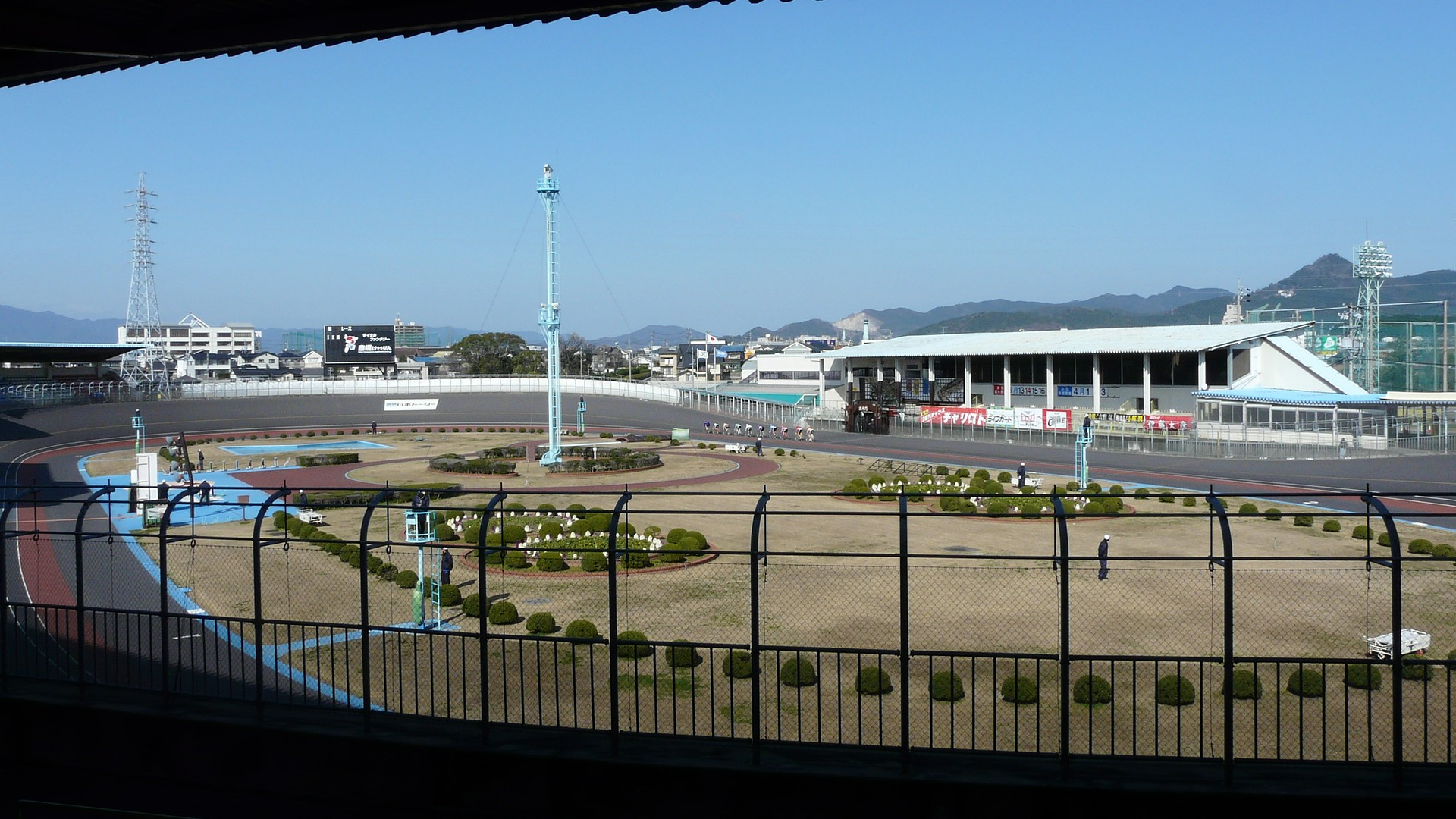
バンク
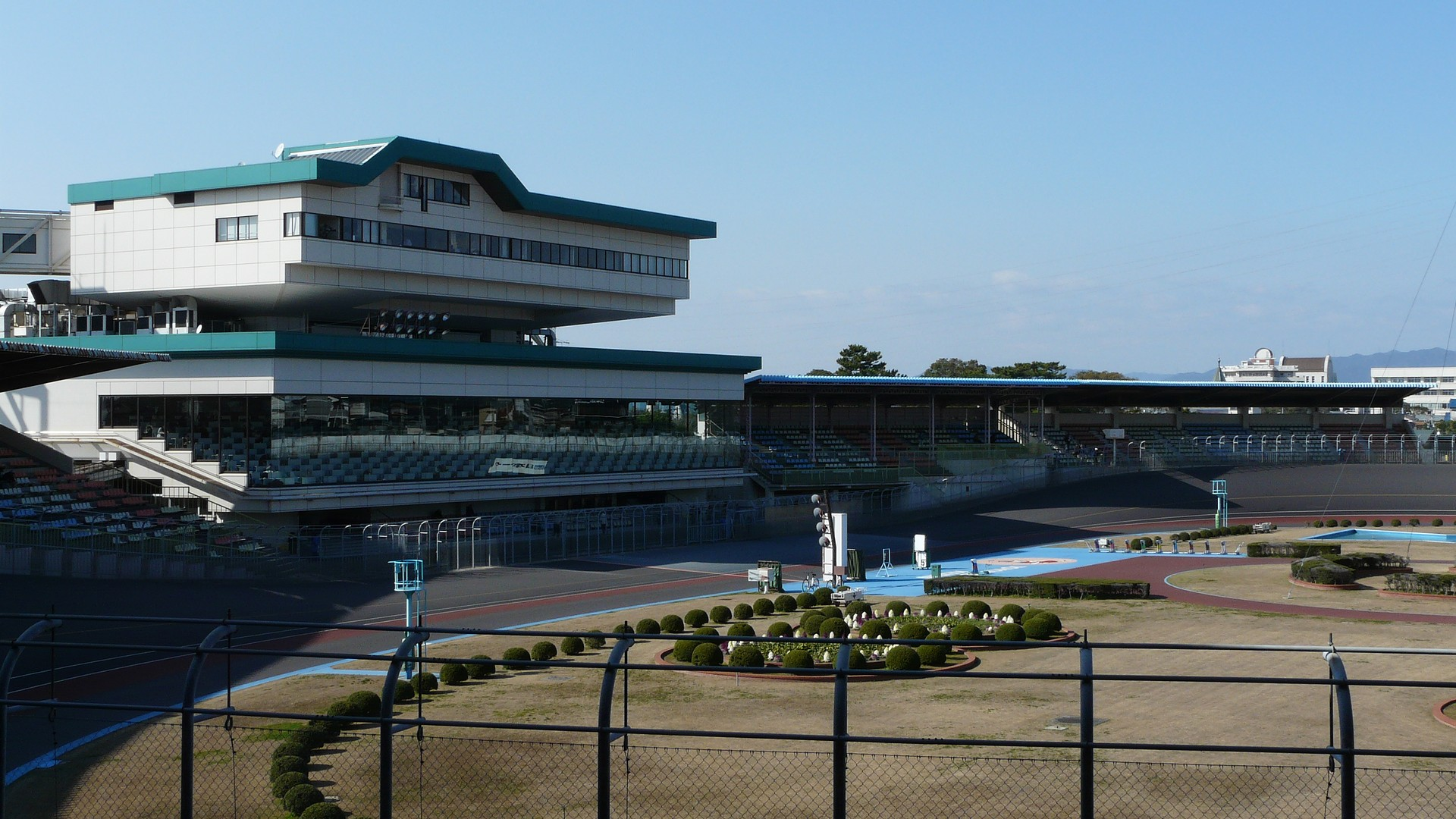
観客席
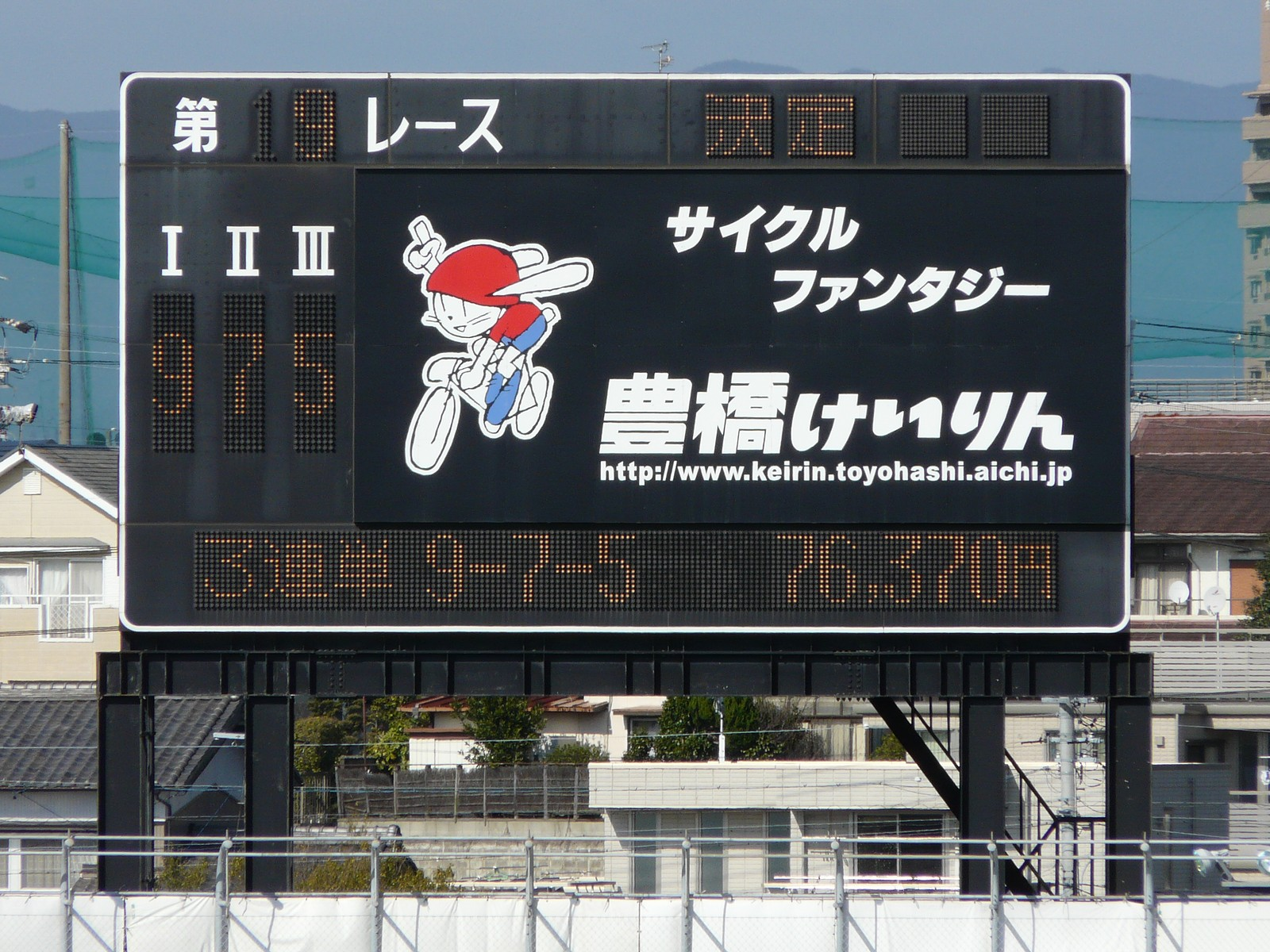
電光掲示板

## イメージキャラクターなど
イメージキャラクターはうさぎをイメージした「リンリン」がいたが、2005年からはマスコットキャラクターとして、大外まくるや細井菖蒲を中心とした「まくる君シリーズ」が設定され、以降はそちらが前面に押し出されてきた。2013年から2022年9月まで豊橋競輪場ブログを、まくる君らが更新していた。これにちなんで2011年の記念競輪2日目の優秀競走として「まくる君カップ」が行われた。「まくる君カップ」はそれ以降の記念競輪でも2018年まで優秀競走として行われていた。
豊橋駅前中央地下道（ペデストリアンデッキの直下）や、JR東海（東海道本線など名古屋近郊区間）・名鉄・豊橋鉄道の電車中吊り広告では、2006年から昭和30-40年代に公開された邦画・洋画（例：邦画では『男はつらいよ』『若大将シリーズ』、洋画では『ローマの休日』『シェーン』等）のポスターをパロディ化した広告を掲示しており、2010年からは雑誌の広告パロディ（例：『平凡パンチ』）、2015年からは日本の昔話やテレビ番組などのパロディも展開していた。キャッチコピーは『夢がある豊競劇場』と『平成の世を昭和に生き抜く豊競書房』。この広告コンセプトに合わせ、競輪場正門付近を中心として『昭和30年代の駅舎や商店街』をモデルとしたデザインに改築された。
2024年9月より広告コンセプトをリニューアルし、実際の競輪場の常連客の写真とインタビューで構成するポスターを制作している。

## 交通アクセス
- 豊橋鉄道東田本線 競輪場前停留場下車、徒歩10分。
- JR東海道本線・飯田線・名鉄名古屋本線・豊橋鉄道渥美線 豊橋駅より無料送迎バスで約12分。

## 歴代記念競輪優勝者
| 年        | 優勝者     | 登録地 |
| --------- | ---------- | ------ |
| 2002年    | 村上義弘   | 京都   |
| 2004年2月 | 小野俊之   | 大分   |
| 同年8月   | 小野俊之   | 大分   |
| 2006年    | 金子貴志   | 愛知   |
| 2008年    | 渡邉晴智   | 静岡   |
| 2009年2月 | 西川親幸   | 熊本   |
| 同年9月   | 石丸寛之   | 岡山   |
| 2010年    | 脇本雄太   | 福井   |
| 2011年    | 村上義弘   | 京都   |
| 2012年    | 阿竹智史   | 徳島   |
| 2013年    | 金子貴志   | 愛知   |
| 2014年    | 深谷知広   | 愛知   |
| 2015年    | 諸橋愛     | 新潟   |
| 2016年    | 吉澤純平   | 茨城   |
| 2017年    | 金子貴志   | 愛知   |
| 2018年    | 浅井康太   | 三重   |
| 2021年    | 吉田敏洋   | 愛知   |
| 2022年    | 原田研太朗 | 徳島   |
| 2023年1月 | 脇本雄太   | 福井   |
| 同年9月   | 町田太我   | 広島   |
| 2026年3月 |            |        |
| 同年7月   |            |        |

※ 1節4日間制開催となった、2002年4月以降の歴代記念競輪優勝者を列記。

### その他のG3
| 年     | 種別 | 開催名称                                       | 優勝者   | 登録地 |
| ------ | ---- | ---------------------------------------------- | -------- | ------ |
| 2015年 | G3   | 国際自転車トラック競技支援競輪                 | 芦澤大輔 | 茨城   |
| 2025年 | G3   | 愛知・名古屋アジア・アジアパラ競技大会協賛競輪 |          |        |